# Église Saint-Melaine de Morlaix
L'église Saint-Melaine est un lieu de culte catholique des XVe et XVIe siècles, situé à Morlaix, dans le département français du Finistère, en Bretagne.

## Historique

### Église Notre-Dame
La chapelle Sainte-Marie, à Morlaix, est initialement comprise dans la paroisse de Ploujean. Au milieu de XIIe siècle, elle est donnée, avec toutes ses dépendances, à l'abbaye Saint-Melaine de Rennes par Guyomarc'h III, vicomte de Léon. Le fils de ce dernier, Hervé II, confirme la donation en 1154. Un prieuré Saint-Melaine est donc fondé entre 1149 et 1157. Son domaine comprend toute la partie de la ville qui est au nord-est du Jarlot, ainsi que les villages de La Madeleine et de Troudousten. La chapelle Sainte-Marie devient église prieurale Sainte-Marie, puis Notre-Dame. On ignore quand le prieuré est sécularisé. Notre-Dame, dite aussi Saint-Melaine, devient église paroissiale.

### Édifice actuel
Dans la seconde moitié du XVe siècle, la population de la paroisse s'accroît brutalement. L'église est déclarée  par les paroissiens trop petite et vétuste. Ils décident de l'abattre et de bâtir un nouvel édifice sans interrompre l'exercice du culte. Tous les paroissiens sont frappés d'une « taille d'église », pour assurer le financement. Les dons des riches bourgeois viennent en appoint.
Les tailleurs de pierre se mettent à l'œuvre le 6 juillet 1489. Ils commencent, selon « toute vraisemblance », par le porche sud. À l'entrée de ce porche, deux anges tiennent une banderole sur laquelle on peut lire : « L'an mil quatre cents quatre vingt neuf fut comancée ceste eglise de par Dieu ». L'année suivante, on compte trois membres d'une même famille, les Beaumanoir, parmi les tailleurs de pierre : Beaumanoir le Vieil, Étienne et Beaumanoir le Jeune. De 1511 à 1516, Philippe Beaumanoir dirige la construction de la tour, dernière tranche du gros œuvre. Il s'agit bien ici d'une tour, et non d'un « clocher-mur Beaumanoir ». Nicolas Coetanlem n'oublia pas cette église dans son testament.
Après Philippe Beaumanoir, le chantier du clocher se poursuit. Une horloge est mise en place en 1564. La tour n'est achevée qu'en 1574. Elle est couverte d'un dôme Renaissance en plomb, coiffé d'un lanternon. En 1610 et 1611, la voûte lambrissée du porche sud et le tympan intérieur sont peints par Lozesh.
Sous la Révolution, la paroisse Saint-Melaine est supprimée. L'église est fermée au culte. Elle devient un magasin aux vivres. Au moment du concordat, les trois paroisses de Morlaix sont réunies en une seule : Saint-Mathieu. La paroisse Saint-Melaine est rétablie en 1856. En 1879, le dôme Renaissance de la tour est détruit. On le remplace par une flèche de bois recouverte de zinc moulé.
En janvier 1943, lors d'un bombardement britannique visant le viaduc une bombe tombe dans le jardin du presbytère, occasionnant des dégâts très importants aux bas-côtés nord. Des travaux de reconstitution sont entrepris. Une sacristie plus grande est construite.

## Architecture et ornements

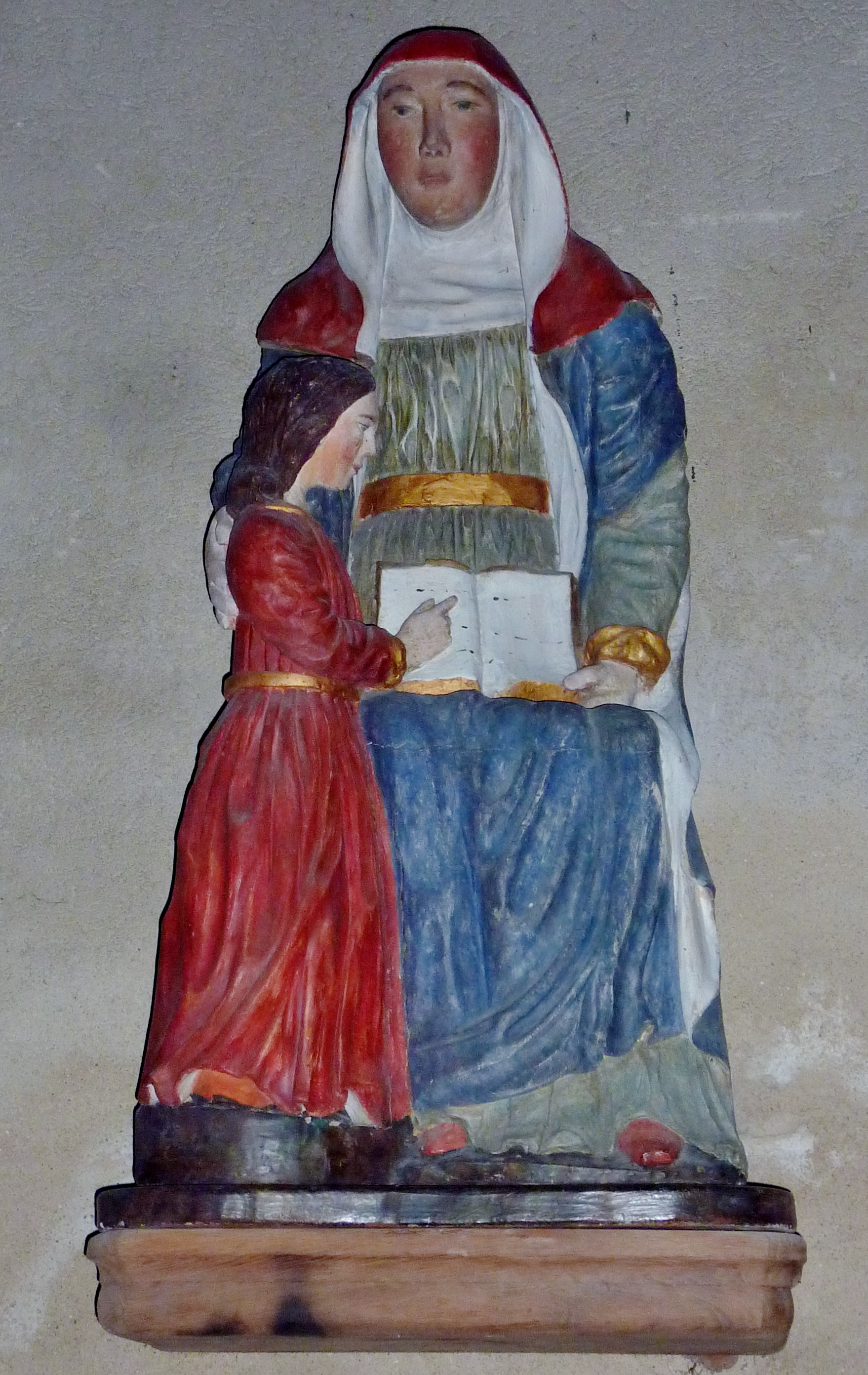
Église Saint-Mélaine de Morlaix : groupe statuaire représentant sainte Anne et la Vierge Marie (XVe siècle)
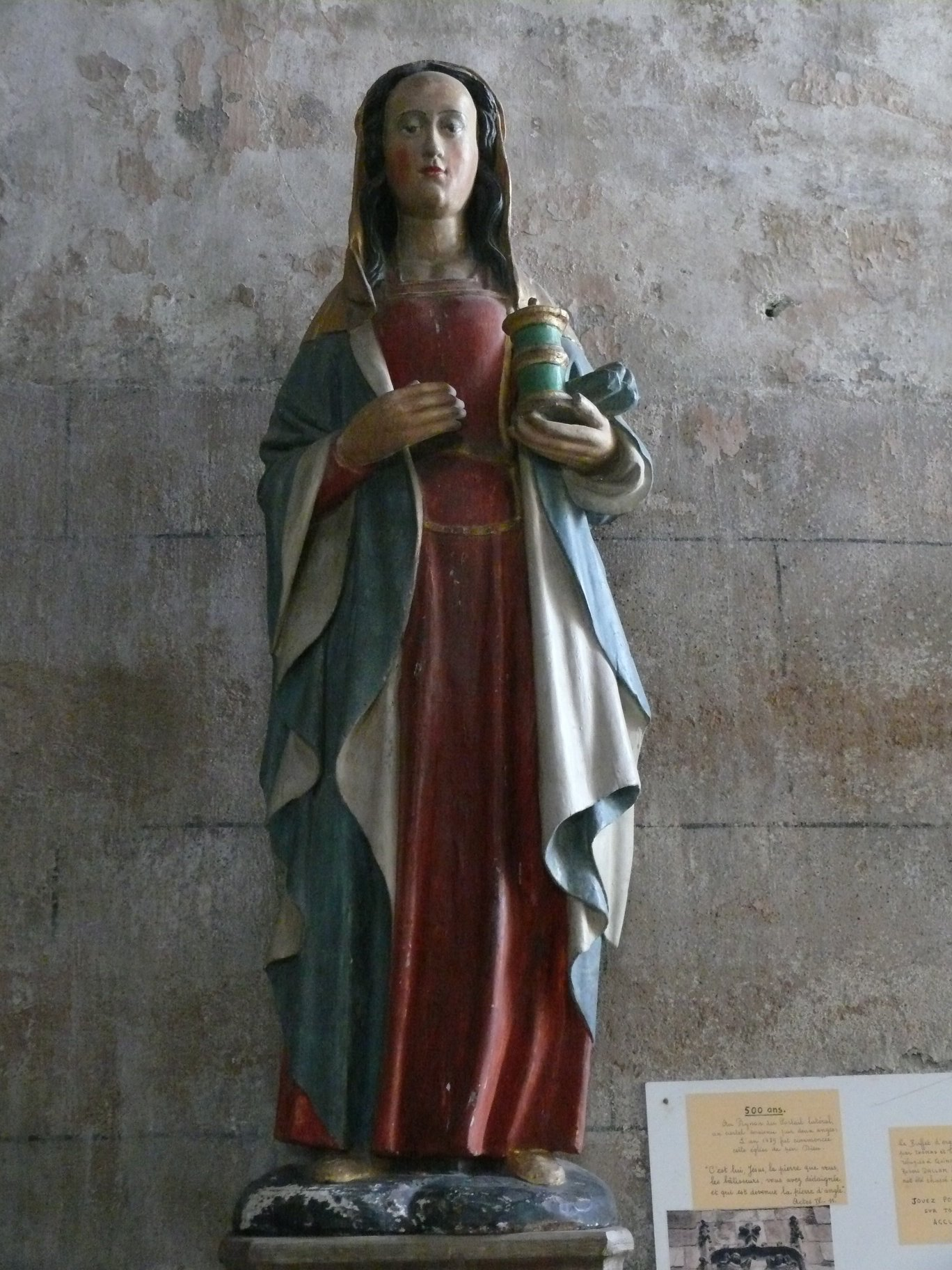
Église Saint-Mélaine de Morlaix : statue de sainte Madeleine (XVIe siècle)
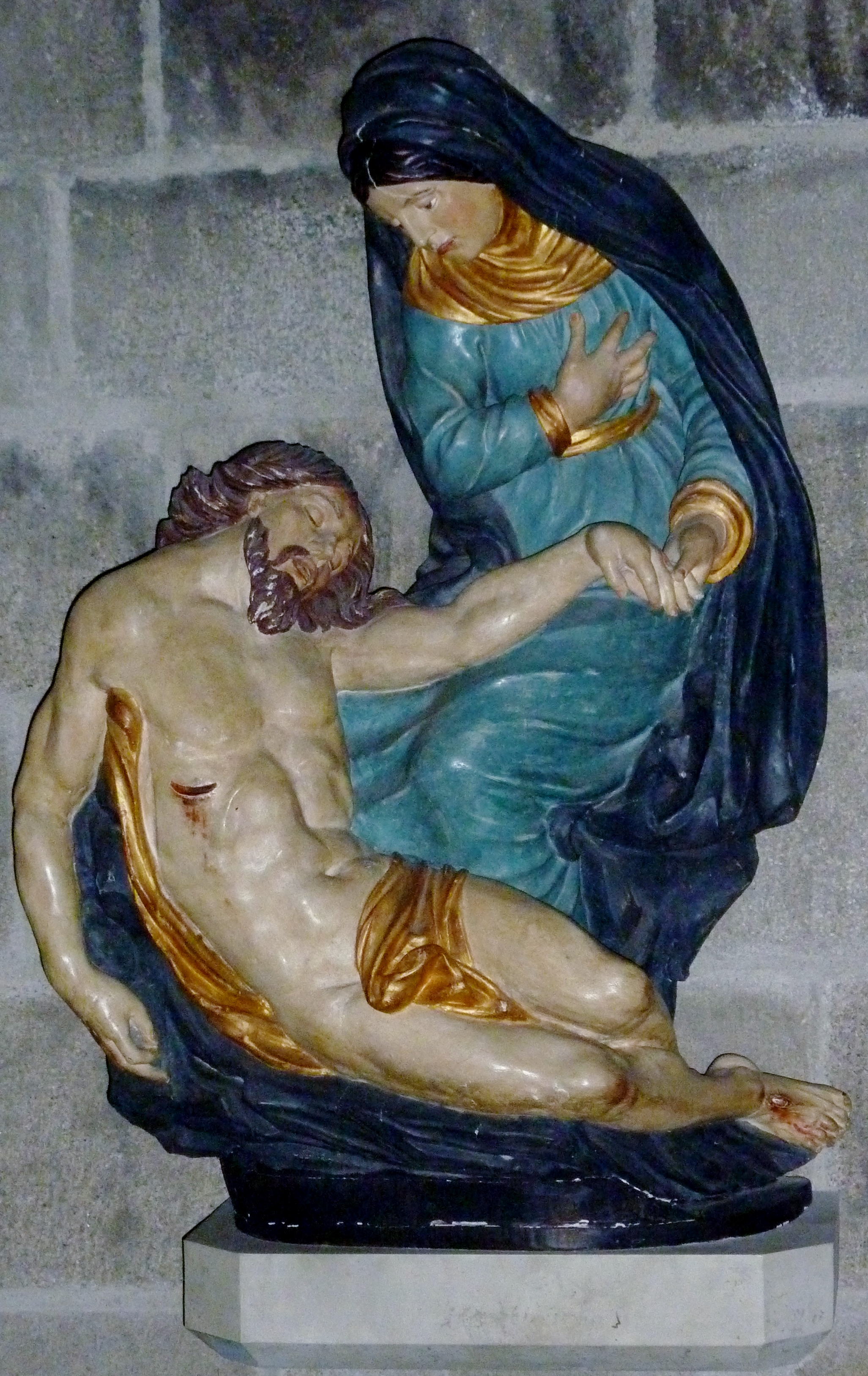
Église Saint-Mélaine de Morlaix : piétà de J. Lespagnol (XVIIe siècle)
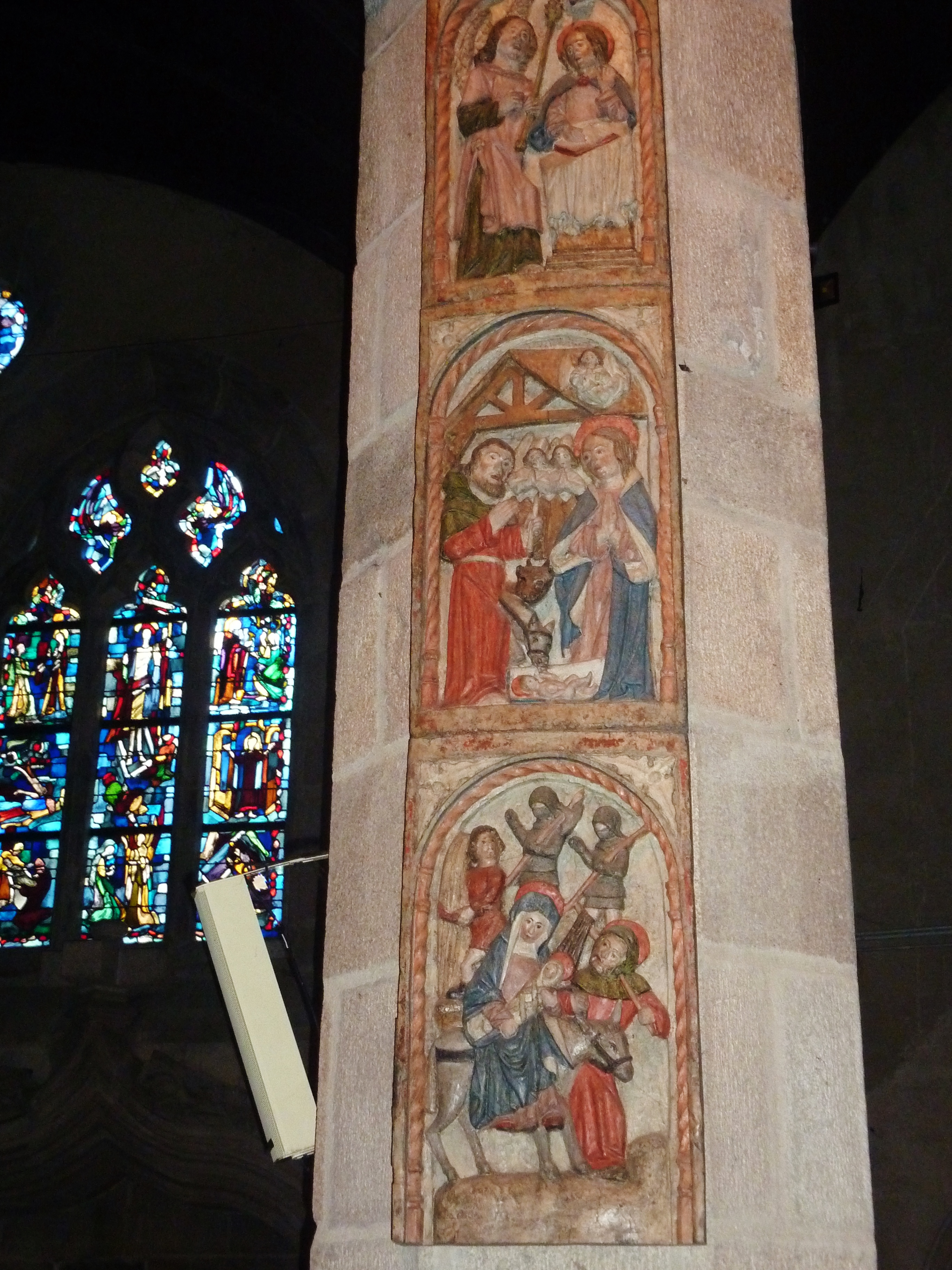
Église Saint-Mélaine de Morlaix : panneaux représentant l'Annonciation, la Nativité et la Fuite en Egypte (XVe siècle)
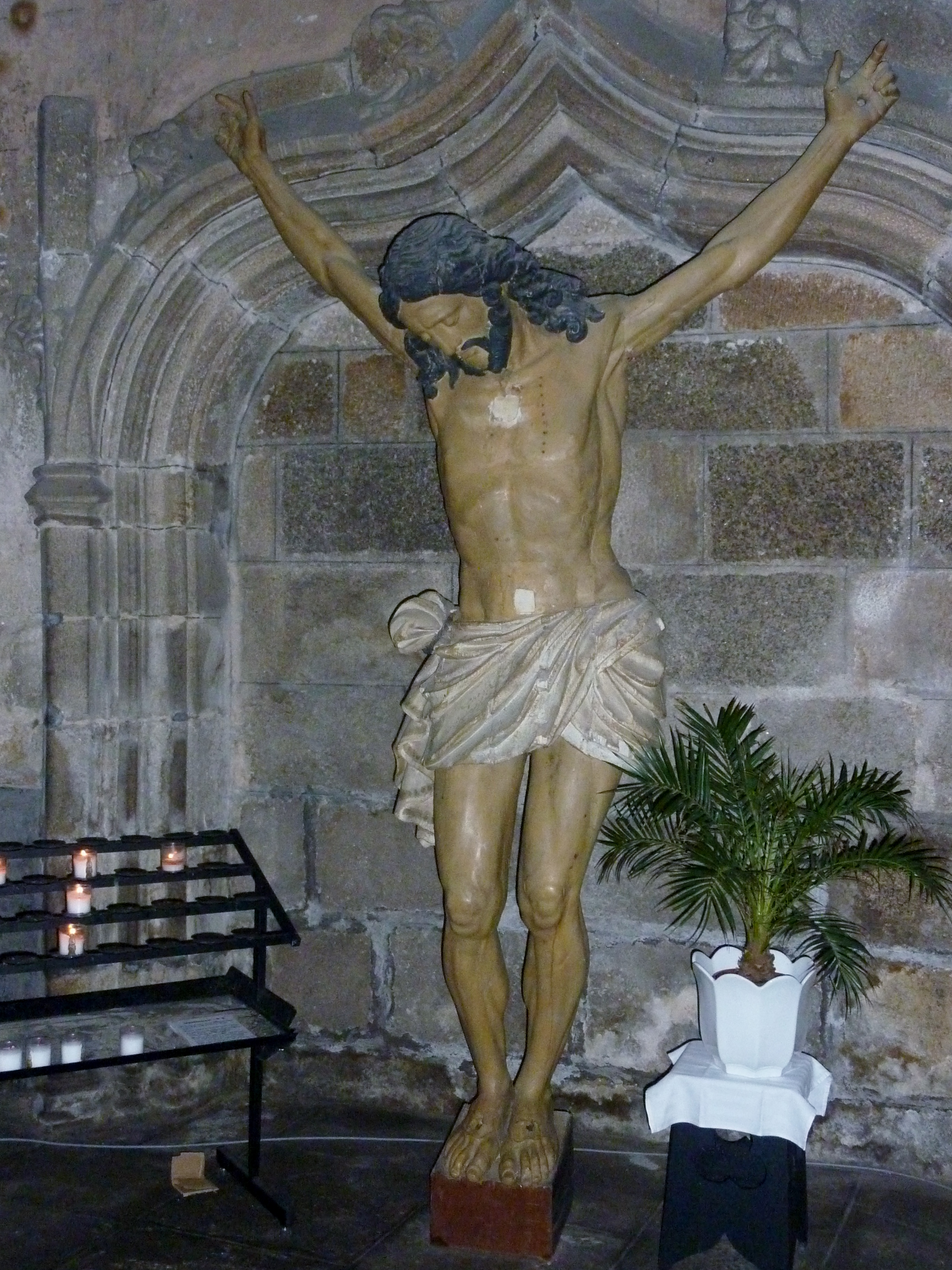
Église Saint-Mélaine de Morlaix : Christ en croix
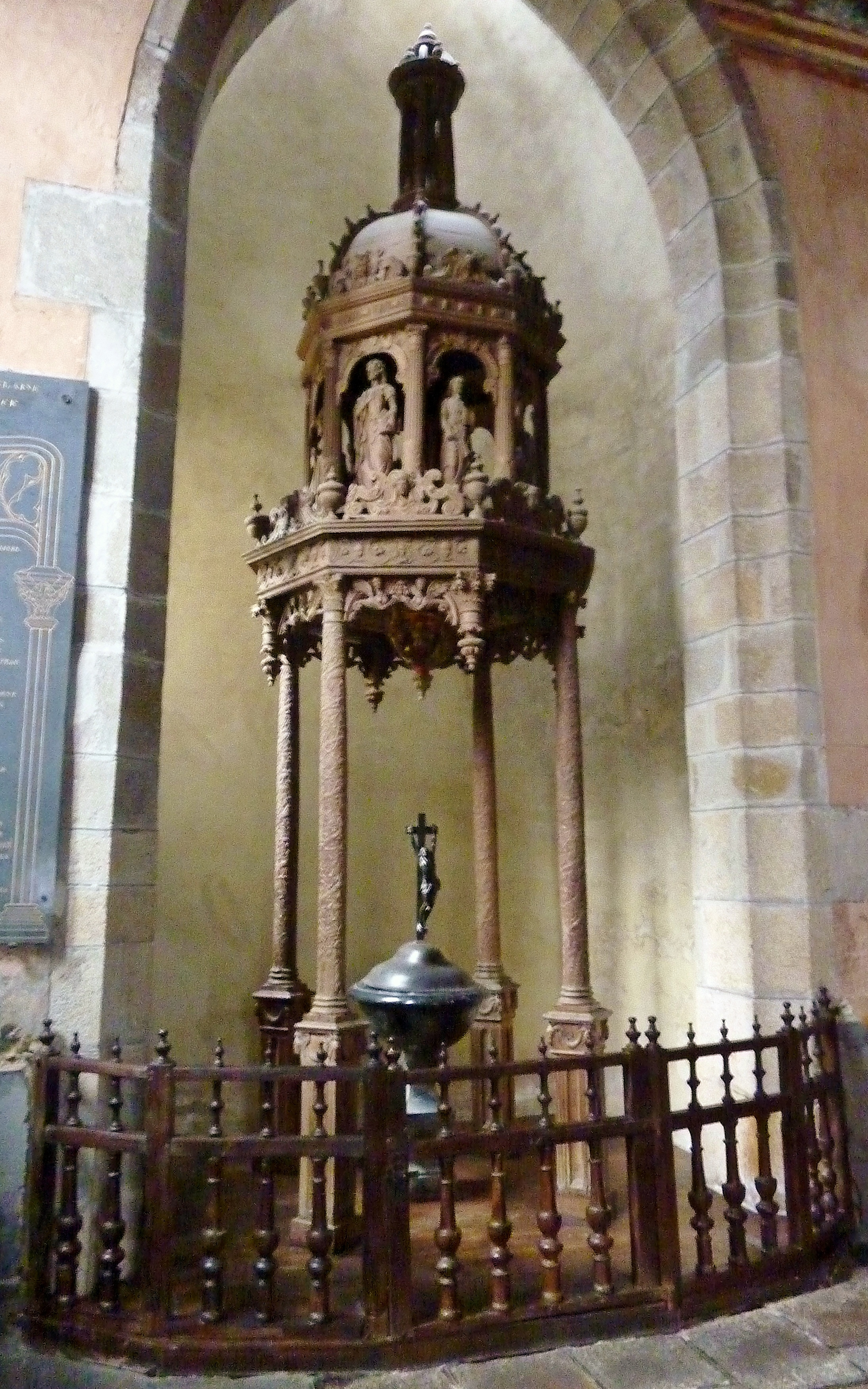
Église Saint-Mélaine de Morlaix : baptistère à baldaquin datant de 1660
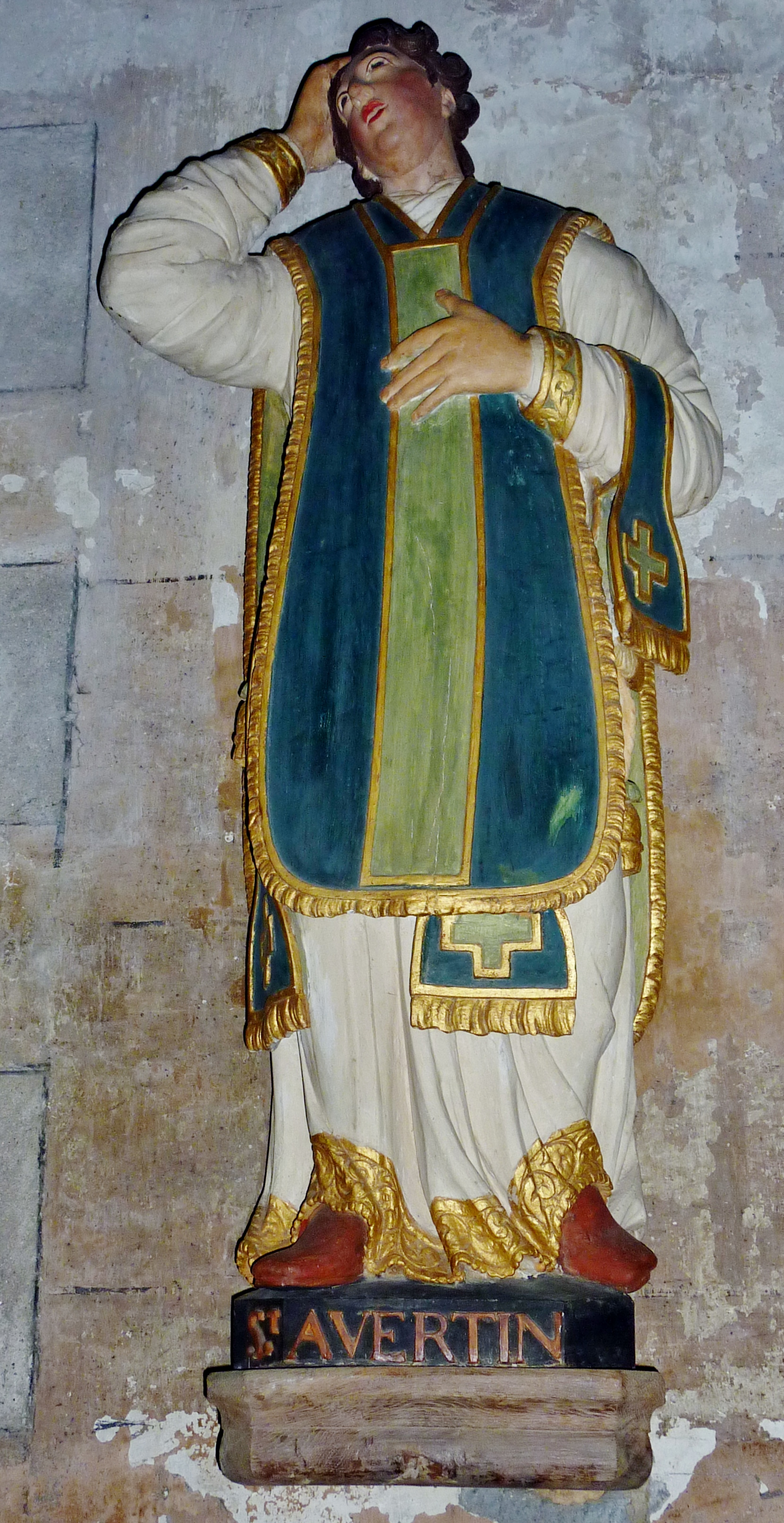
Église Saint-Mélaine de Morlaix : statue de saint Avertin datée de 1700
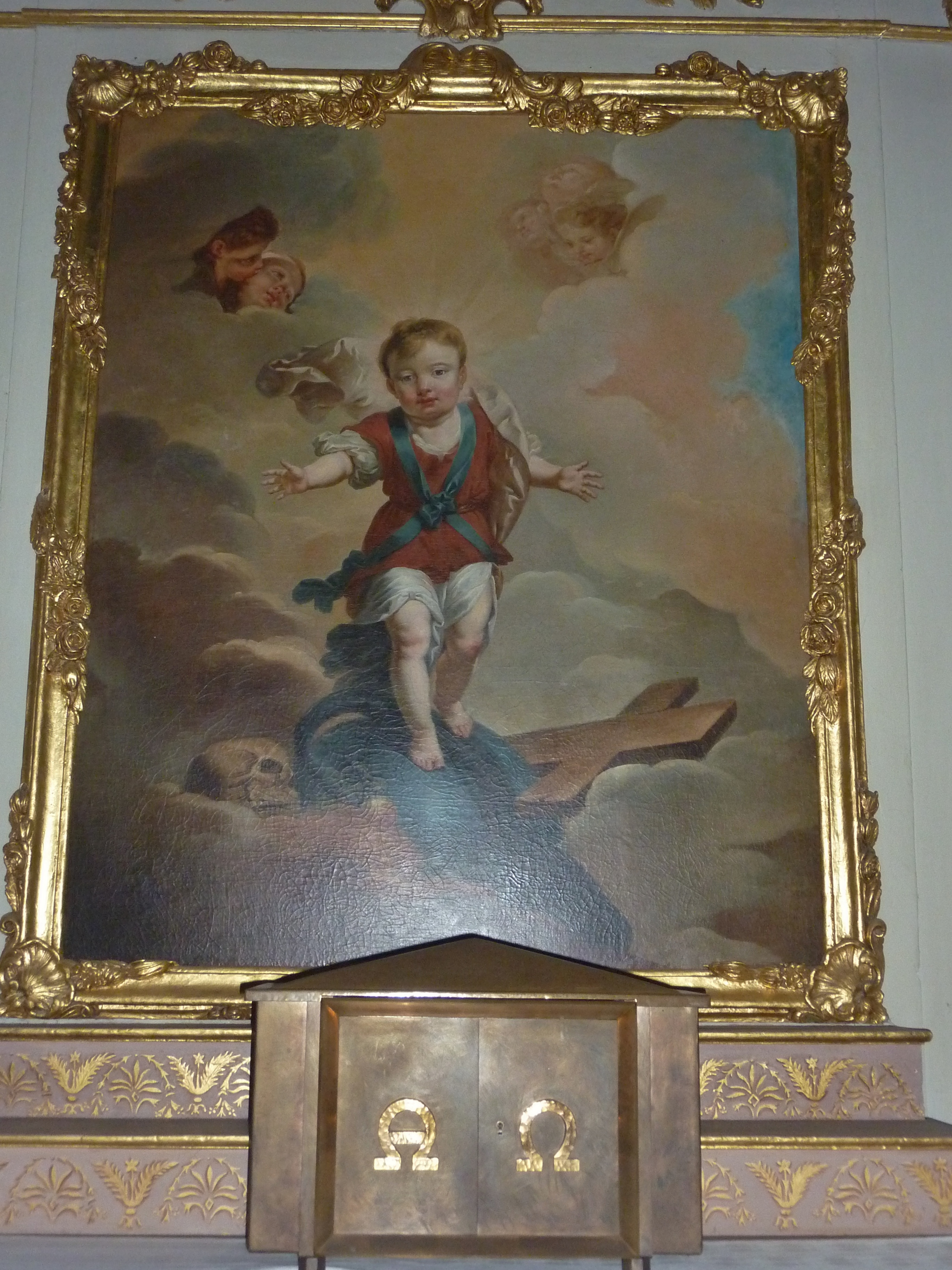
Église Saint-Mélaine de Morlaix : L'Enfant Jésus (toile de François Valentin datant du XVIIIe siècle)

Un site Internet présente de nombreuses autres photos de l'intérieur de l'église Saint-Mélaine.

## Protection
L'édifice est classé au titre des monuments historiques par arrêté du 27 mars 1914.

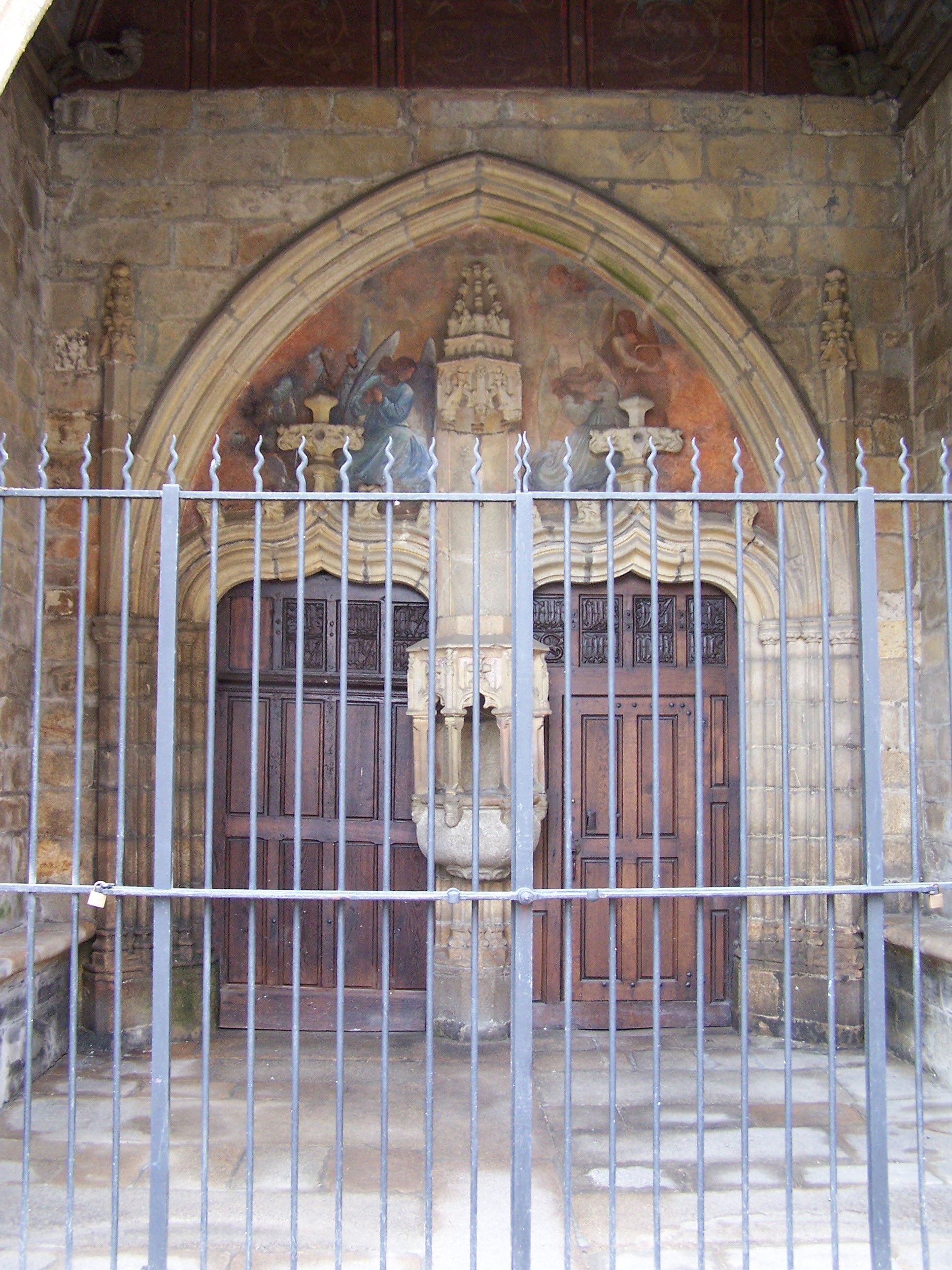
Porche latéral peint.
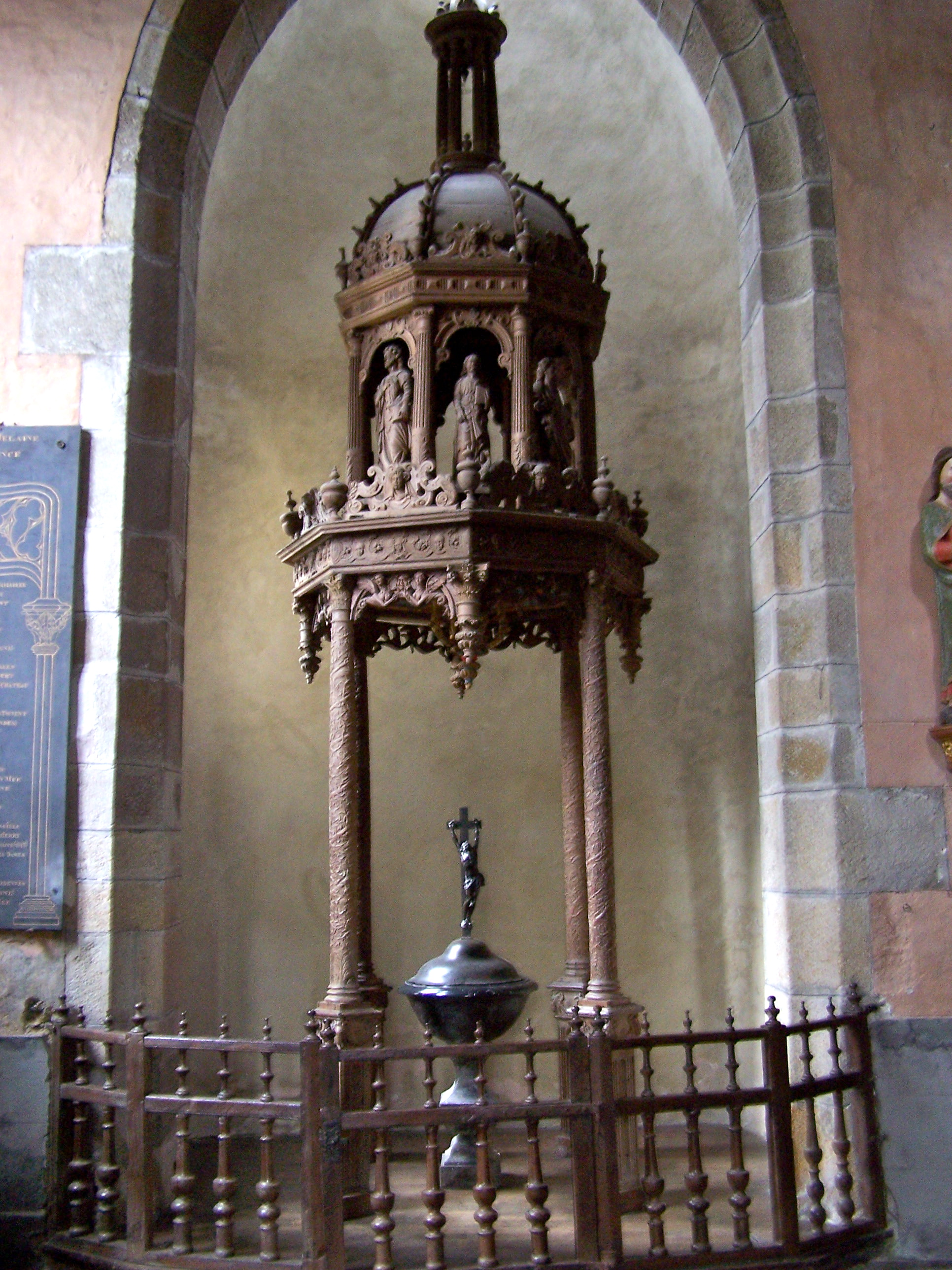
Baptistère en bois de l'église.